# Nejlikglimmar
Nejlikglimmar (Eudianthe) är ett släkte av nejlikväxter som först beskrevs av Heinrich Gottlieb Ludwig Reichenbach, och fick sitt nu gällande namn av Heinrich Gottlieb Ludwig Reichenbach. Nejlikglimmar ingår i familjen nejlikväxter.
Släktet innehåller bara arten Eudianthe coeli-rosa.